# Del Norte County
Del Norte County is een van de 58 county's in de Amerikaanse deelstaat Californië. De county ligt in het uiterste noordwesten van de staat, aan de Stille Oceaan en tegen de grens met Oregon. Del Norte ligt in de streek van de kustmammoetbomen en heeft met Redwood National Park, Del Norte Coast Redwoods State Park en Jedediah Smith Redwoods State Park enkele trekpleisters in handen.
In 2010 telde Del Norte County 28.610 inwoners, waarvan er 7.643 in de hoofdplaats Crescent City woonden. Behalve Crescent City zijn er geen stadjes in de county.
Del Norte is Spaans voor 'van het noorden'. Het is gebruikelijk om de naam in het Engels uit te spreken als Del Nort.

## Geografie
Del Norte County heeft een totale oppervlakte van 3185 km², waarvan 2610 km² land is en 575 km² of 18,05% water is.

### Aangrenzende county's
- Humboldt County - zuiden
- Siskiyou County - oosten
- Josephine County in Oregon - noordoost
- Curry County in Oregon - noorden

### Steden en dorpen
- Bertsch-Oceanview
- Crescent City
- Crescent City North
- Klamath